# Manon Barbaza
Pour les articles homonymes, voir Barbaza (homonymie).
Manon Barbaza, née le 12 décembre 1995, est une pentathlonienne française. 

## Carrière
Elle est médaillée de bronze par équipes aux Championnats d'Europe de pentathlon moderne 2018.